# Transformatorenhaus an der Travemünder Allee

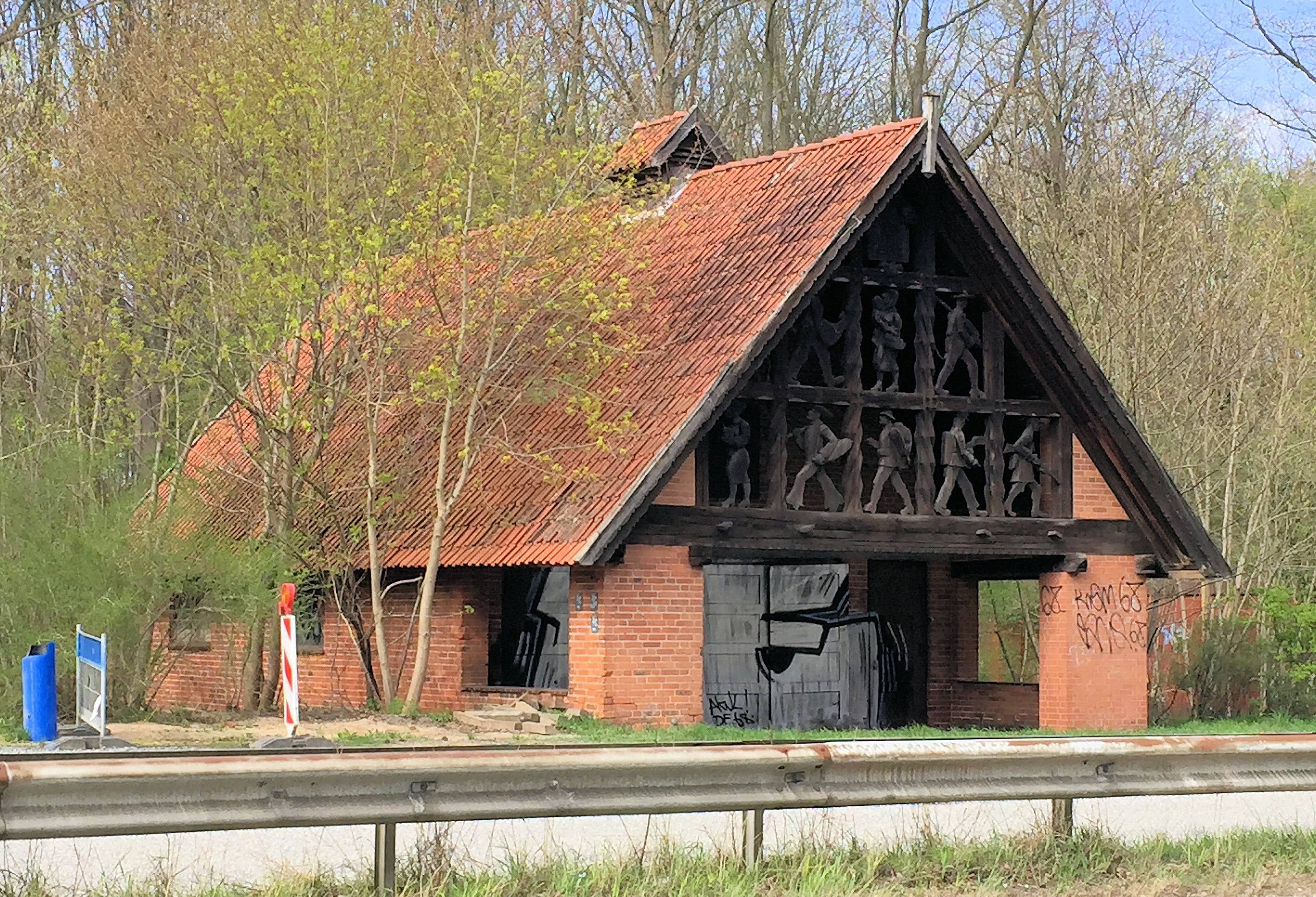
Das Transformatorenhaus an der Travemünder Allee

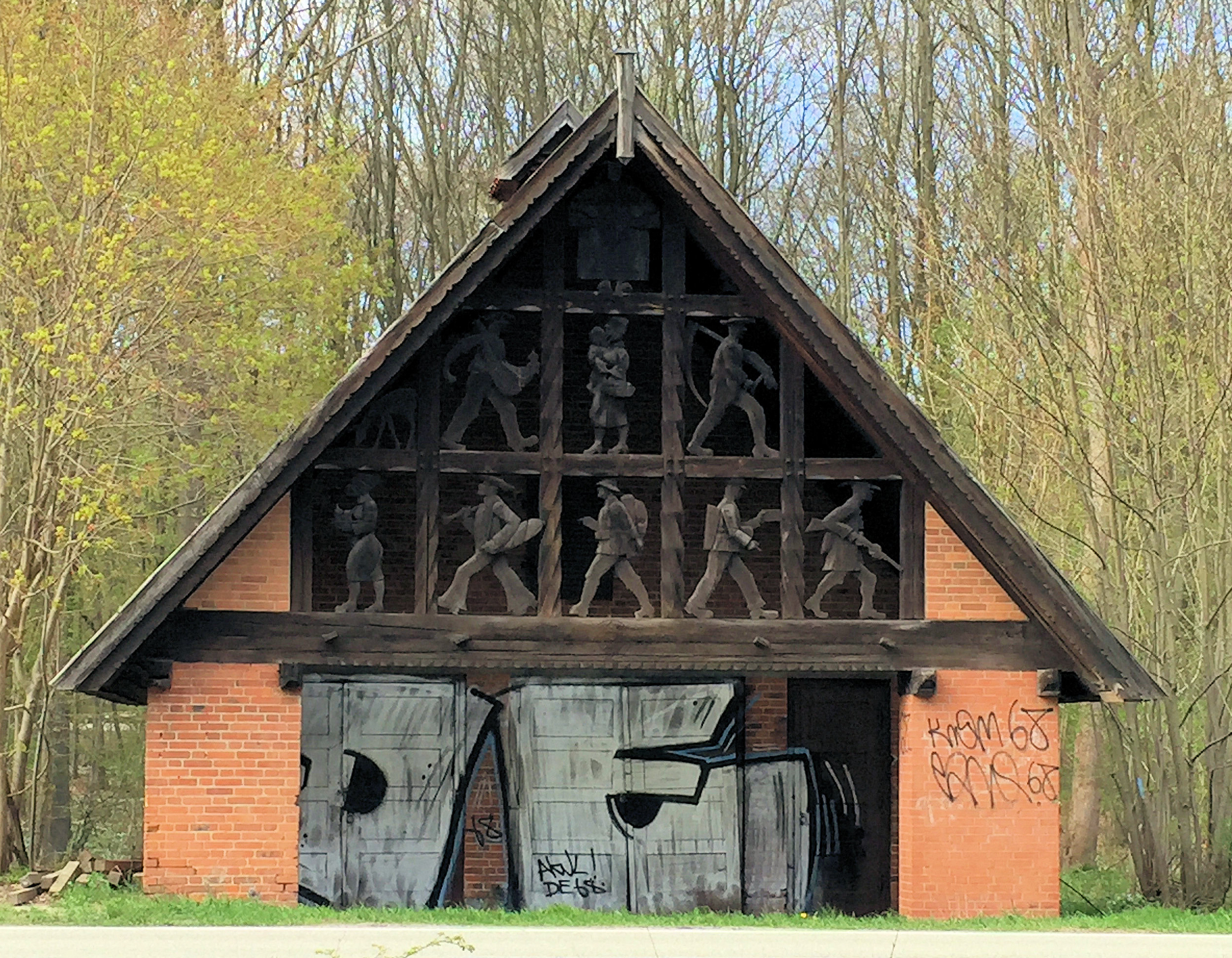
Der Giebel des Gebäudes in Frontalansicht

Das Transformatorenhaus an der Travemünder Allee ist ein ehemaliges Betriebsgebäude der Straßenbahn Lübeck.

## Lage
Das Gebäude befindet sich am östlichen Ende der Travemünder Allee an der Stelle, wo die Straße in die Travemünder Landstraße übergeht, etwa 4½ Kilometer vom Burgtor entfernt. Das Haus steht auf der nördlichen Straßenseite.

## Verwendungszweck
Das 1938 errichtete Backstein-Bauwerk diente als Transformatorenstation der Straßenbahn, die sich an dieser Stelle in die Strecken nach Kücknitz/Herrenwyk und Schlutup aufgabelte. Da sich hier auch die Haltestelle für Israelsdorf befand, wurde der Vorbau offen gestaltet, damit wartende Fahrgäste sich unterstellen konnten.
Mit der Einstellung des Straßenbahnbetriebs im Jahr 1959 verlor das Gebäude seine Funktion und ist seitdem ungenutzt. 1986 traten die Stadtwerke Lübeck das Haus an den Bereich Stadtwald der Hansestadt Lübeck ab, der seitdem für den Erhalt des nach wie vor funktionslosen Bauwerks verantwortlich ist.

## Künstlerische Gestaltung
Das Giebelfeld des Hauses ist mit von Otto Mantzel erschaffenen geschnitzten Holzfiguren verziert, die auf die Errichtungszeit zurückgehen. In der ursprünglichen Fassung von 1938 folgten unterhalb einer massigen thronenden Figur mit unklarem Charakter im obersten Feld zunächst ein säender Bauer, ein marschierender SA-Mann mit Hakenkreuzfahne und ein sensentragender Bauer. Die Reihe darunter zeigte einen Holzfäller mit Beil und Trummsäge, einen Zimmermann auf der Walz, einen marschierenden Soldaten der Wehrmacht mit Stahlhelm, geschultertem Gewehr und Tornister, einen Landbriefträger mit Pakettragestell auf dem Rücken sowie einen Jäger. Im unteren Querbalken war in der Mitte der Jahreszahl 1938 ein Hakenkreuz ins Holz geschnitzt.
In der Nachkriegszeit wurden an den Schnitzereien neben diversen kleineren auch größere Änderungen vorgenommen: Der SA-Mann wurde durch die Darstellung einer Mutter mit Kind auf dem Arm ersetzt, an die Stelle des Holzfällers trat eine Frau mit Tablett, bei der unklar ist, ob es sich um eine Kellnerin oder eine Krankenschwester handeln soll. Der Soldat trägt kein Gewehr mehr, doch da er weiterhin durch Stahlhelm, Uniform und Knobelbecher eindeutig erkennbar ist und keine Umarbeitung durchgeführt wurde, ist die Waffe möglicherweise wie einige andere Elemente durch den Verfall der Holzbildwerke im Laufe der Jahrzehnte verlorengegangen. Der Briefträger weist kein Tragegestell und keinen Gehstock mehr auf, die ihn dem ländlichen Bereich zugeordnet hatten. Das Hakenkreuz im Basisbalken wurde durch ein Rautenmuster unkenntlich gemacht.
Das Gebäude ist mitsamt den Schnitzereien als Kulturdenkmal eingetragen.